# Пограничный патруль Израиля

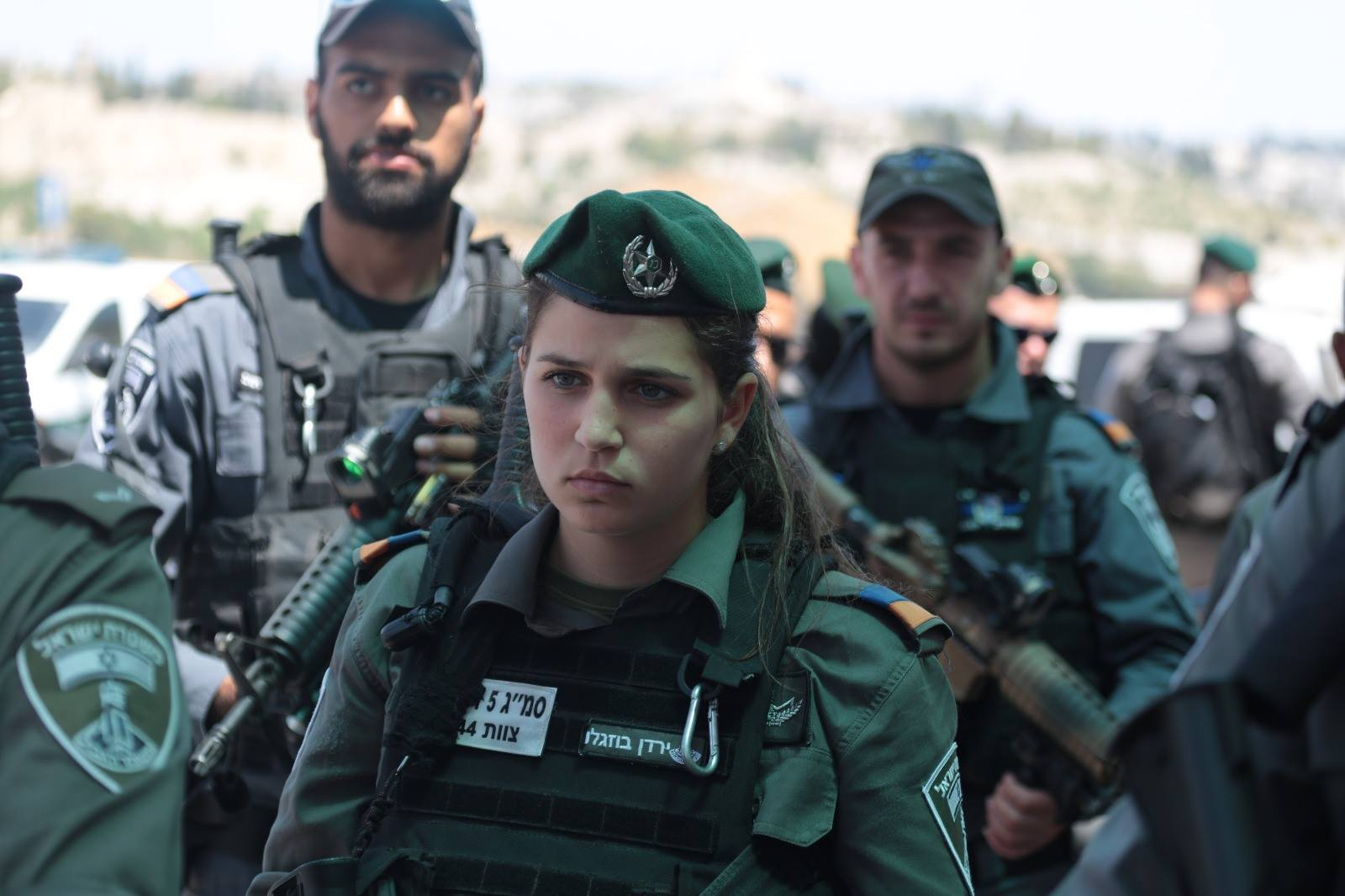
Подразделение пограничного патруля в Иерусалиме, июль 2017 года

Пограничный патруль (ивр. סיירת משמר הגבול‎, аббревиатура ивр. סמ"ג‎ САМАГ) — подразделение пограничной стражи Израиля, которое действует в районах: Юг, Иерусалим, Центр, Побережье и Север. Цель пограничного патруля — борьба с преступностью и устранение беспорядков. Подразделение является эквивалентом в Пограничной страже для подразделения ЯСАМ в полиции Израиля. Во время исполнения своих обязанностей бойцы участвуют в охране объектов, патрулировании и различных полицейских задачах по предотвращению враждебной диверсионной деятельности.

## История
В 1974 году ответственность за внутреннюю безопасность Государства Израиль была возложена на Полицию Израиля, после принятия этой ответственности Пограничная стража стала играть важную роль в борьбе с преступностью и контроле за порядком на территории Государства Израиль. Израиль. В 1983 году было принято решение о создании в Пограничной страже элитного патруля для борьбы с преступностью в центральном районе, таким образом была создана 1-я бригада Пограничного патруля, после чего подразделения Пограничного патруля были сформированы практически во всех районах ответственности Пограничной стражи. С годами Пограничные патрули стали специализироваться в основном на борьбе с беспорядками, а вопросом борьбы с преступностью занялись такие подразделения, как ЯМАГ и подразделения «Шахар 101». Подразделения патруля в каждом районе подчиняются командиру участка МАГАВ, а также иногда находятся в ведении «синей полиции».

## Обучение и вооружение
Бойцы Пограничного патруля начинают свою карьеру с обучения МАГАВ, и только после соответствующей подготовки соответствующие бойцы переходят на «курс ЯСМАГ» (сочетание ЯСАМ и САМАГ), после чего они получают квалификацию бойцов Пограничного патруля.
Личное оружие бойцов Пограничного патруля — укороченный M16 и пистолет Jericho или Glock 19. Бойцы широко используют средства для разгона демонстраций. Бойцы Пограничного патруля также используют гранатомет GL40 производства Israel Weapon Industries.

## Подразделения
- Пограничный патруль 1 Тель-Авив — находится в Центральном участке пограничной стражи, отвечает за Тель-Авивский район.
- Пограничный патруль 7 — находится в Центральном участке пограничной стражи, отвечает за центральный район.
- Пограничный патруль 5 — в южном секторе.
- Пограничный патруль 6 Прибережный — в северном секторе
- Пограничный патруль 3 Иерусалим — в секторе Иерусалима и вокруг Иерусалима.